# Panagiótis Kalogerás
Panagiótis Kalogerás (grec moderne : Παναγιώτης Καλογεράς), était un combattant et homme politique grec qui participa à la guerre d'indépendance grecque.
Il était issu d'une riche famille de Monemvasia.
Durant la guerre d'indépendance, il combattit pour défaire l'expédition de Dramali Pacha dans le Péloponnèse. Il fut élu à l'assemblée nationale d'Astros en 1823. 

## Sources
- (el) Phótios Chrysanthópoulos, Βίοι Πελοποννησίων ανδρών και των εξώθεν εις την Πελοπόννησον ελθόντων κληρικών, στρατιωτικών και πολιτικών των αγωνισαμένων τον αγώνα της επαναστάσεως, Athènes, Stávros Andrópoulos,‎ 1888, 335 p. (lire en ligne) p. 85
- (el) Parlement grec, Μητρώο Πληρεξουσίων, Γερουσαστών και Βουλευτών. 1822-1935, Athènes, Parlement grec,‎ 1986, 159 p. (lire en ligne) [PDF]